# Poruka
Poruka u najopćenitijem smislu je predmet komunikacije. Služi za pružanje informacija. Njeno značenje ovisi o kontekstu u kojem se koristi, pojam se može primijeniti i na informaciju, kao i na oblik komunikacije.

## U komunikacijskim znanostima
U komunikacijskoj znanosti, poruka je podatak koji je poslan od izvora prema primatelju. Neke uobičajene definicije su:
- Poruka je svaka misao ili ideja izražena u jeziku, pripremljena u obliku prikladnim za prijenos na bilo koji način komunikacije.
- Proizvoljna količina informacija čiji su početak i kraj − definirani ili implicitni.

U komunikaciji između ljudi, poruka može biti verbalna ili neverbalna:
- Verbalna poruka je razmjena informacija pomoću riječi. Primjeri uključuju komunikaciju licem u lice, telefonski poziv, govornu poštu itd.
- Neverbalna poruka komunicira kroz akciju ili ponašanje, a ne riječima. Primjer je korištenje govora tijela.

## U računalnoj znanosti
Postoje dva glavna značenja riječi "poruka" u računalnoj znanosti: poruka unutar softvera, koja može i ne mora biti čitljiva, te čitljiva isporučena poruka putem računalnog softvera od jedne osobe drugoj.
Slanje trenutačnih poruka (eng. instant messaging) i e-mail primjeri su računalnih softvera dizajniranih za isporuku čitljivih poruka u formatiranom ili neformatiranom tekstu, od jedne osobe prema drugoj.